# Long Beach (Washington)
Long Beach az Amerikai Egyesült Államok északnyugati részén, Washington állam Pacific megyéjében elhelyezkedő város. A 2010. évi népszámlálási adatok alapján 1392 lakosa van.
A települést Henry Harrison Tinker alapította az 1880-as években Tinkerville néven. Az Ilwaco Railway and Navigation Company keskeny nyomtávú vasútvonala 1888-ban érte el a helységet. Long Beach 1922-ben kapott városi rangot; első polgármestere Gilbert Tinker halász volt.
2016 decemberében egy szökőárak esetén használható óvóhely megépítését jelentették be; a 850 fő befogadására alkalmas létesítmény a sodrás elleni védekezésként hajó formájúra tervezték. Mivel a vizsgálatok szerint a leendő építmény nem védene a nagyobb cunamik ellen, a projektet 2017-ben leállították.
A Marsh’s Free Museumban egy állítólagos ember-aligátor hibrid mumifikálódott testét állították ki.

## Éghajlat
A város éghajlata mediterrán (a Köppen-skála szerint Csb).
| Hónap                         | Jan.  | Feb.  | Már. | Ápr. | Máj. | Jún. | Júl. | Aug. | Szep. | Okt. | Nov. | Dec.  | Év    |
| ----------------------------- | ----- | ----- | ---- | ---- | ---- | ---- | ---- | ---- | ----- | ---- | ---- | ----- | ----- |
| Rekord max. hőmérséklet (°C)  | 18,3  | 23,3  | 22,2 | 27,8 | 35,0 | 33,9 | 35,0 | 37,2 | 33,3  | 32,2 | 22,2 | 17,8  | 37,2  |
| Átlagos max. hőmérséklet (°C) | 9,3   | 10,7  | 11,7 | 13,0 | 15,3 | 17,0 | 18,7 | 19,2 | 19,3  | 15,9 | 11,9 | 9,3   | 14,3  |
| Átlaghőmérséklet (°C)         | 5,8   | 6,6   | 7,6  | 8,9  | 11,3 | 13,3 | 14,8 | 15,1 | 14,0  | 10,9 | 7,9  | 5,8   | 10,2  |
| Átlagos min. hőmérséklet (°C) | 2,3   | 2,5   | 3,4  | 4,7  | 7,2  | 9,5  | 11,0 | 10,9 | 8,8   | 5,9  | 4,1  | 2,3   | 6,1   |
| Rekord min. hőmérséklet (°C)  | −13,3 | −12,8 | −3,9 | −3,3 | −1,1 | 0,6  | 3,3  | 2,2  | −1,7  | −6,1 | −9,4 | −17,8 | −17,8 |
| Átl. csapadékmennyiség (mm)   | 294   | 222   | 225  | 151  | 96   | 74   | 39   | 47   | 84    | 180  | 293  | 324   | 2029  |
| Forrás: Weatherbase           |       |       |      |      |      |      |      |      |       |      |      |       |       |

## Népesség
A 2010-es népszámláláskor a városnak 1392 lakója, 726 háztartása és 342 családja volt. A népsűrűség 389,9 fő/km2. A lakóegységek száma 1564, sűrűségük 438,1 db/km2. A lakosok 91,5%-a fehér, 0,1%-a afroamerikai, 0,8%-a indián, 1,3%-a ázsiai, 0,2%-a a Csendes-óceáni szigetekről származik, 3,7%-a egyéb, 2,5%-a pedig kettő vagy több etnikumú. A spanyol vagy latino származásúak aránya 7,7% (   )
A háztartások 15,4%-ában élt 18 évnél fiatalabb. 33,9% házas, 9,1% egyedülálló nő, 4,1% egyedülálló férfi, 52,9% pedig nem család. 44,8% egyedül élt; 18,8%-uk 65 éves vagy idősebb. Egy háztartásban átlagosan 1,85 személy élt; a családok átlagmérete 2,54 fő.
A medián életkor 50,1 év volt. A város lakóinak 14,5%-a 18 évesnél fiatalabb, 8,5% 18 és 24 év közötti, 20,1%-uk 25 és 44 év közötti, 32,1%-uk 45 és 64 év közötti, 24,6%-uk pedig 65 éves vagy idősebb. A lakosok 47,8%-a férfi, 52,2%-a pedig nő.

## Fordítás
- Ez a szócikk részben vagy egészben  a   Long Beach, Washington című angol Wikipédia-szócikk ezen változatának fordításán alapul.  Az eredeti cikk szerkesztőit annak laptörténete sorolja fel. Ez a jelzés csupán a megfogalmazás eredetét és a szerzői jogokat jelzi, nem szolgál a cikkben szereplő információk forrásmegjelöléseként.